# Lecidea vermlandica
Lecidea vermlandica är en lavart som beskrevs av H.Magn.. Lecidea vermlandica ingår i släktet Lecidea, och familjen Lecideaceae. Arten är reproducerande i Sverige.